# Forever (Milk Inc.)
Forever is de naam van het achtste album van de Belgische dance-groep Milk Inc. Het kwam uit op 23 juni 2008. Het is het eerste album van de groep dat de eerste plaats bereikte in de Ultratop Albums. Op 18 oktober 2008, na de 6de show van de concertreeks "Milk Inc. Forever" in het Sportpaleis, werd voor dit album een Platina plaat uitgereikt.

## Track listing
| 1.                 | Forever       | 3:19 |
| 2.                 | Tonight       | 3:45 |
| 3.                 | Race          | 3:47 |
| 4.                 | Waste of Time | 3:09 |
| 5.                 | Summer Rain   | 3:52 |
| 6.                 | Sunrise       | 3:33 |
| 7.                 | Maniac        | 3:44 |
| 8.                 | With You      | 3:54 |
| 9.                 | Guilty        | 3:14 |
| 10.                | Live Her Life | 3:16 |
| 11.                | Ouch Damn     | 3:29 |
| 12.                | Invisible     | 4:22 |
| 13.                | Perfect Lie   | 3:17 |
| Totale duur: 46:35 |               |      |

| Nr. | Titel       | Duur |
| --- | ----------- | ---- |
| 14. | Tonight     | 4:35 |
| 15. | Sunrise     | 4:21 |
| 16. | Guilty      | 3:52 |
| 17. | Forever     | 5:03 |
| 18. | Perfect Lie | 3:23 |

| Nr. | Titel                                                                                    | Duur |
| --- | ---------------------------------------------------------------------------------------- | ---- |
| 1.  | Forever Begins                                                                           |      |
| 2.  | Morning Light                                                                            |      |
| 3.  | Tonight                                                                                  |      |
| 4.  | Breathe Without You                                                                      |      |
| 5.  | Race                                                                                     |      |
| 6.  | Sunrise                                                                                  |      |
| 7.  | Guilty                                                                                   |      |
| 8.  | Oceans                                                                                   |      |
| 9.  | No Music/Lonely (REGI)                                                                   |      |
| 10. | Maniac                                                                                   |      |
| 11. | Blind                                                                                    |      |
| 12. | In My Eyes                                                                               |      |
| 13. | Whisper                                                                                  |      |
| 14. | Saxy Motion                                                                              |      |
| 15. | No Angel                                                                                 |      |
| 16. | Never Again                                                                              |      |
| 17. | Land of the Living                                                                       |      |
| 18. | 80's Medley ("Just Can't Get Enough", "Don't Go", "Push It", "Beat It" & "Tainted Love") |      |
| 19. | I Don't Care (met Silvy)                                                                 |      |
| 20. | Sylver Medley ("Take Me Back" & "Turn the Tide")                                         |      |
| 21. | Perfect Lie                                                                              |      |
| 22. | Forever                                                                                  |      |
| 23. | The Sun Always Shines On TV (cover van a-ha)                                             |      |
| 24. | Night and Day (REGI met Tom Helsen)                                                      |      |
| 25. | Run                                                                                      |      |
| 26. | Walk on Water                                                                            |      |
| 27. | Against All Odds (Take a Look at Me Now) (cover van Phil Collins)                        |      |
| 28. | La Vache                                                                                 |      |
| 29. | Go to Hell                                                                               |      |
| 30. | Photo Gallery                                                                            |      |

## Singles op het album
Sunrise (juni 2007), Tonight (september 2007) en Forever (juni 2008) verschenen eerst als single. De drie singles kwamen allen in de top 10 van de Ultratop 50 terecht. Vanaf 5 september 2008 wordt ook het nummer Race als single verkocht.

## Het album in de Ultratop
In de Ultratop Albums stond het album 10 weken op de eerste plaats, waarvan acht onafgebroken. Het bereikte al snel de platina status.
| Forever in de Belgische Ultratop Albums - binnen: 28 juni 2008 | Forever in de Belgische Ultratop Albums - binnen: 28 juni 2008 | Forever in de Belgische Ultratop Albums - binnen: 28 juni 2008 | Forever in de Belgische Ultratop Albums - binnen: 28 juni 2008 | Forever in de Belgische Ultratop Albums - binnen: 28 juni 2008 | Forever in de Belgische Ultratop Albums - binnen: 28 juni 2008 | Forever in de Belgische Ultratop Albums - binnen: 28 juni 2008 | Forever in de Belgische Ultratop Albums - binnen: 28 juni 2008 | Forever in de Belgische Ultratop Albums - binnen: 28 juni 2008 | Forever in de Belgische Ultratop Albums - binnen: 28 juni 2008 | Forever in de Belgische Ultratop Albums - binnen: 28 juni 2008 | Forever in de Belgische Ultratop Albums - binnen: 28 juni 2008 | Forever in de Belgische Ultratop Albums - binnen: 28 juni 2008 | Forever in de Belgische Ultratop Albums - binnen: 28 juni 2008 | Forever in de Belgische Ultratop Albums - binnen: 28 juni 2008 | Forever in de Belgische Ultratop Albums - binnen: 28 juni 2008 | Forever in de Belgische Ultratop Albums - binnen: 28 juni 2008 | Forever in de Belgische Ultratop Albums - binnen: 28 juni 2008 | Forever in de Belgische Ultratop Albums - binnen: 28 juni 2008 | Forever in de Belgische Ultratop Albums - binnen: 28 juni 2008 | Forever in de Belgische Ultratop Albums - binnen: 28 juni 2008 | Forever in de Belgische Ultratop Albums - binnen: 28 juni 2008 | Forever in de Belgische Ultratop Albums - binnen: 28 juni 2008 | Forever in de Belgische Ultratop Albums - binnen: 28 juni 2008 | Forever in de Belgische Ultratop Albums - binnen: 28 juni 2008 | Forever in de Belgische Ultratop Albums - binnen: 28 juni 2008 | Forever in de Belgische Ultratop Albums - binnen: 28 juni 2008 | Forever in de Belgische Ultratop Albums - binnen: 28 juni 2008 | Forever in de Belgische Ultratop Albums - binnen: 28 juni 2008 | Forever in de Belgische Ultratop Albums - binnen: 28 juni 2008 | Forever in de Belgische Ultratop Albums - binnen: 28 juni 2008 | Forever in de Belgische Ultratop Albums - binnen: 28 juni 2008 | Forever in de Belgische Ultratop Albums - binnen: 28 juni 2008 | Forever in de Belgische Ultratop Albums - binnen: 28 juni 2008 | Forever in de Belgische Ultratop Albums - binnen: 28 juni 2008 | Forever in de Belgische Ultratop Albums - binnen: 28 juni 2008 | Forever in de Belgische Ultratop Albums - binnen: 28 juni 2008 |
| Week                                                           | 01                                                             | 02                                                             | 03                                                             | 04                                                             | 05                                                             | 06                                                             | 07                                                             | 08                                                             | 09                                                             | 10                                                             | 11                                                             | 12                                                             | 13                                                             | 14                                                             | 15                                                             | 16                                                             | 17                                                             | 18                                                             | 19                                                             | 20                                                             | 21                                                             | 22                                                             | 23                                                             | 24                                                             | 25                                                             | 26                                                             | 27                                                             | 28                                                             | 29                                                             | 30                                                             | 31                                                             | 32                                                             | 33                                                             | 34                                                             | 35                                                             | 36                                                             |
| -------------------------------------------------------------- | -------------------------------------------------------------- | -------------------------------------------------------------- | -------------------------------------------------------------- | -------------------------------------------------------------- | -------------------------------------------------------------- | -------------------------------------------------------------- | -------------------------------------------------------------- | -------------------------------------------------------------- | -------------------------------------------------------------- | -------------------------------------------------------------- | -------------------------------------------------------------- | -------------------------------------------------------------- | -------------------------------------------------------------- | -------------------------------------------------------------- | -------------------------------------------------------------- | -------------------------------------------------------------- | -------------------------------------------------------------- | -------------------------------------------------------------- | -------------------------------------------------------------- | -------------------------------------------------------------- | -------------------------------------------------------------- | -------------------------------------------------------------- | -------------------------------------------------------------- | -------------------------------------------------------------- | -------------------------------------------------------------- | -------------------------------------------------------------- | -------------------------------------------------------------- | -------------------------------------------------------------- | -------------------------------------------------------------- | -------------------------------------------------------------- | -------------------------------------------------------------- | -------------------------------------------------------------- | -------------------------------------------------------------- | -------------------------------------------------------------- | -------------------------------------------------------------- | -------------------------------------------------------------- |
| Nummer                                                         | 2                                                              | 1                                                              | 1                                                              | 1                                                              | 1                                                              | 1                                                              | 1                                                              | 1                                                              | 1                                                              | 4                                                              | 4                                                              | 6                                                              | 7                                                              | 12                                                             | 10                                                             | 10                                                             | 15                                                             | 15                                                             | 17                                                             | 26                                                             | 32                                                             | 35                                                             | 6                                                              | 1                                                              | 1                                                              | 3                                                              | 3                                                              | 6                                                              | 3                                                              | 3                                                              | 8                                                              | 21                                                             | 19                                                             | 20                                                             | 14                                                             | uit                                                            |